# Glyphotaelius selysii
Glyphotaelius selysii är en nattsländeart som beskrevs av Mclachlan 1869. Glyphotaelius selysii ingår i släktet Glyphotaelius och familjen husmasknattsländor. Inga underarter finns listade i Catalogue of Life.